# Хронологија радничког покрета и КПЈ 1925.
| претходна целина: ◄ до 1919. |                              |
| Хронологија радничког покрета и Комунистичке партије Југославије од 1919. до 1929. године 1919. 1920. 1921. 1922. 1923. 1924. 1925. 1926. 1927. 1928. 1929. | следећа целина: 1930—1939. ► |

Хронолошки преглед важнијих догађаја везаних за Раднички покрет Југославије и Комунистичку партију Југославије (КПЈ), као и општа политичка дешавања која су се догодила у Краљевини Срба, Хрвата и Словенаца током 1925. године.
| Јануар Фебруар Март Април Мај Јун Јул Август Септембар Октобар Новембар Децембар |

## 1925. година

### Календар
|            |            |            |            |            |            |            |  |             |             |             |             |             |             |             |  |               |               |               |               |               |               |               |  |             |             |             |             |             |             |             |  |              |              |              |              |              |              |              |  |              |              |              |              |              |              |              |
| Јануар ’25 | Јануар ’25 | Јануар ’25 | Јануар ’25 | Јануар ’25 | Јануар ’25 | Јануар ’25 |  | Фебруар ’25 | Фебруар ’25 | Фебруар ’25 | Фебруар ’25 | Фебруар ’25 | Фебруар ’25 | Фебруар ’25 |  | Март ’25      | Март ’25      | Март ’25      | Март ’25      | Март ’25      | Март ’25      | Март ’25      |  | Април ’25   | Април ’25   | Април ’25   | Април ’25   | Април ’25   | Април ’25   | Април ’25   |  | Мај ’25      | Мај ’25      | Мај ’25      | Мај ’25      | Мај ’25      | Мај ’25      | Мај ’25      |  | Јун ’25      | Јун ’25      | Јун ’25      | Јун ’25      | Јун ’25      | Јун ’25      | Јун ’25      |
| П          | У          | С          | Ч          | П          | С          | Н          |  | П           | У           | С           | Ч           | П           | С           | Н           |  | П             | У             | С             | Ч             | П             | С             | Н             |  | П           | У           | С           | Ч           | П           | С           | Н           |  | П            | У            | С            | Ч            | П            | С            | Н            |  | П            | У            | С            | Ч            | П            | С            | Н            |
|            |            |            | 1          | 2          | 3          | 4          |  |             |             |             |             |             |             | 1           |  |               |               |               |               |               |               | 1             |  |             |             | 1           | 2           | 3           | 4           | 5           |  |              |              |              |              | 1            | 2            | 3            |  | 1            | 2            | 3            | 4            | 5            | 6            | 7            |
| 5          | 6          | 7          | 8          | 9          | 10         | 11         |  | 2           | 3           | 4           | 5           | 6           | 7           | 8           |  | 2             | 3             | 4             | 5             | 6             | 7             | 8             |  | 6           | 7           | 8           | 9           | 10          | 11          | 12          |  | 4            | 5            | 6            | 7            | 8            | 9            | 10           |  | 8            | 9            | 10           | 11           | 12           | 13           | 14           |
| 12         | 13         | 14         | 15         | 16         | 17         | 18         |  | 9           | 10          | 11          | 12          | 13          | 14          | 15          |  | 9             | 10            | 11            | 12            | 13            | 14            | 15            |  | 13          | 14          | 15          | 16          | 17          | 18          | 19          |  | 11           | 12           | 13           | 14           | 15           | 16           | 17           |  | 15           | 16           | 17           | 18           | 19           | 20           | 21           |
| 19         | 20         | 21         | 22         | 23         | 24         | 25         |  | 16          | 17          | 18          | 19          | 20          | 21          | 22          |  | 16            | 17            | 18            | 19            | 20            | 21            | 22            |  | 20          | 21          | 22          | 23          | 24          | 25          | 26          |  | 18           | 19           | 20           | 21           | 22           | 23           | 24           |  | 22           | 23           | 24           | 25           | 26           | 27           | 28           |
| 26         | 27         | 28         | 29         | 30         | 31         |            |  | 23          | 24          | 25          | 26          | 27          | 28          |             |  | 23            | 24            | 25            | 26            | 27            | 28            | 29            |  | 27          | 28          | 29          | 30          |             |             |             |  | 25           | 26           | 27           | 28           | 29           | 30           | 31           |  | 29           | 30           |              |              |              |              |              |
|            |            |            |            |            |            |            |  |             |             |             |             |             |             |             |  | 30            | 31            |               |               |               |               |               |  |             |             |             |             |             |             |             |  |              |              |              |              |              |              |              |  |              |              |              |              |              |              |              |
|            |            |            |            |            |            |            |  |             |             |             |             |             |             |             |  |               |               |               |               |               |               |               |  |             |             |             |             |             |             |             |  |              |              |              |              |              |              |              |  |              |              |              |              |              |              |              |
| Јул ’25    | Јул ’25    | Јул ’25    | Јул ’25    | Јул ’25    | Јул ’25    | Јул ’25    |  | Август ’25  | Август ’25  | Август ’25  | Август ’25  | Август ’25  | Август ’25  | Август ’25  |  | Септембар ’25 | Септембар ’25 | Септембар ’25 | Септембар ’25 | Септембар ’25 | Септембар ’25 | Септембар ’25 |  | Октобар ’25 | Октобар ’25 | Октобар ’25 | Октобар ’25 | Октобар ’25 | Октобар ’25 | Октобар ’25 |  | Новембар ’25 | Новембар ’25 | Новембар ’25 | Новембар ’25 | Новембар ’25 | Новембар ’25 | Новембар ’25 |  | Децембар ’25 | Децембар ’25 | Децембар ’25 | Децембар ’25 | Децембар ’25 | Децембар ’25 | Децембар ’25 |
| П          | У          | С          | Ч          | П          | С          | Н          |  | П           | У           | С           | Ч           | П           | С           | Н           |  | П             | У             | С             | Ч             | П             | С             | Н             |  | П           | У           | С           | Ч           | П           | С           | Н           |  | П            | У            | С            | Ч            | П            | С            | Н            |  | П            | У            | С            | Ч            | П            | С            | Н            |
|            |            | 1          | 2          | 3          | 4          | 5          |  |             |             |             |             |             | 1           | 2           |  |               | 1             | 2             | 3             | 4             | 5             | 6             |  |             |             |             | 1           | 2           | 3           | 4           |  |              |              |              |              |              |              | 1            |  |              | 1            | 2            | 3            | 4            | 5            | 6            |
| 6          | 7          | 8          | 9          | 10         | 11         | 12         |  | 3           | 4           | 5           | 6           | 7           | 8           | 9           |  | 7             | 8             | 9             | 10            | 11            | 12            | 13            |  | 5           | 6           | 7           | 8           | 9           | 10          | 11          |  | 2            | 3            | 4            | 5            | 6            | 7            | 8            |  | 7            | 8            | 9            | 10           | 11           | 12           | 13           |
| 13         | 14         | 15         | 16         | 17         | 18         | 19         |  | 10          | 11          | 12          | 13          | 14          | 15          | 16          |  | 14            | 15            | 16            | 17            | 18            | 19            | 20            |  | 12          | 13          | 14          | 15          | 16          | 17          | 18          |  | 9            | 10           | 11           | 12           | 13           | 14           | 15           |  | 14           | 15           | 16           | 17           | 18           | 19           | 20           |
| 20         | 21         | 22         | 23         | 24         | 25         | 26         |  | 17          | 18          | 19          | 20          | 21          | 22          | 23          |  | 21            | 22            | 23            | 24            | 25            | 26            | 27            |  | 19          | 20          | 21          | 22          | 23          | 24          | 25          |  | 16           | 17           | 18           | 19           | 20           | 21           | 22           |  | 21           | 22           | 23           | 24           | 25           | 26           | 27           |
| 27         | 28         | 29         | 30         | 31         |            |            |  | 24          | 25          | 26          | 27          | 28          | 29          | 30          |  | 28            | 29            | 30            |               |               |               |               |  | 26          | 27          | 28          | 29          | 30          | 31          |             |  | 23           | 24           | 25           | 26           | 27           | 28           | 29           |  | 28           | 29           | 30           | 31           |              |              |              |
|            |            |            |            |            |            |            |  | 31          |             |             |             |             |             |             |  |               |               |               |               |               |               |               |  |             |             |             |             |             |             |             |  | 30           |              |              |              |              |              |              |  |              |              |              |              |              |              |              |
|            |            |            |            |            |            |            |  |             |             |             |             |             |             |             |  |               |               |               |               |               |               |               |  |             |             |             |             |             |             |             |  |              |              |              |              |              |              |              |  |              |              |              |              |              |              |              |

## Догађаји
| Јануар Фебруар Март Април Мај Јун Јул Август Септембар Октобар Новембар Децембар |

### Јануар

#### 1. јануар
- У Загребу почео да излази недељни лист „Црвена застава“, који је био гласило Социјалистичке партије Југославије. Овај лист је веома често писао против револуционарног радничког покрета и Комунистичке партије Југославије.[1]

#### 2. јануар
- Влада Краљевине Срба, Хрвата и Словенаца објавила одлуку (одлука је донета на седници Владе 23. децембра 1924) о примени члана 18 Закона о заштити државе (донет августа 1920. ради забране Комунистичке партије Југославије и спровођен је над комунистима) над Хрватском републиканском сељачком странком (ХРСС) чиме је ова партија забрањена и покренут кривични поступак против њених вођа. Ова одлука донета је на основу бојазни од „бољшевичке опасности“ јер је ова странка приступила Црвеној сељачкој интернационали у Москви, која се налазила у оквиру Коминтерне. Током овог дана и сутрадан били су ухапшени фукнкционери ХРСС - Влатко Мачек, Јосип Предавец, Јурај Крњевић, Аугуст Кошутић и Стјепан Кошутић, а 5. јануара и вођа странке Стјепан Радић (ова одлука важила је до краја марта, када се вођа ХРСС одрекао републиканизма и пристао да уђе у Владу. Тада је и промењено име ове партије у Хрватска сељалка странка).

#### 6. јануар
- У Београду илегално почео да излази лист „Комунист“ (иако је први број био датиран на 1. јануар, изашао је тек 6. јануара). Лист је био орган Комунистичке партије Југославије, а покренут је на иницијативу ЦК КПЈ. Уређивање листа и организовање његовог штампања у илегалној штампарији било је поверено Моши Пијади. Укупно су изашла три броја овог листа — први 6. јануара у коме је обајвљен чланак о стварању „балканског антибољшевичког пакта“, други 21. јануара који је био посвећен годишњици Лењинове смрти и трећи почетком фебруара. Убрзо по изласку трећег броја, полиција је открила илегалну штампарију, а њен организатор Моша Пијаде ухапшен и осуђен на 20 година затвора (лист „Комунист“ је поново привремено покренут 1935, а од 1946. године је почео редовно да излази као орган ЦК КПЈ).[2]

#### 18. јануар
- Одржана Обласна конференција Савеза комунистичке омладине Југославије (СКОЈ) за Србију, којој су поред делегата, присуствовали и представници Извршног одбора СКОЈ-а и Обласног секретеријата КПЈ, као и представници Балканске комунистичке омладинске федерације и Извршног одбора Комунистичке омладинске интернационале. На Конференцији је донета одлука о стварању јаких илегалних организација и већем залагању у синдикалној борби.[2]

#### 25. јануар
- Одржана Обласна конференција Савеза комунистичке омладине Југославије (СКОЈ) за Хрватску и Славонију. На Конференцији је донесено неколико одлука, које су веома имале за циљ прекретницу у даљем раду СКОЈ-а - стварање партијских ћелија у предузећима, да бих се повећао број чланова младим радницима; већа активност међу сељачком омладином, посебно на територији Хрватске, где су „сељачке масе политички не задовољне због нерешеног националног и аграрног питања“. Међу важне одлуке за даљи рад су наведене и антимилитаристичка пропаганда, рад у спортским друштвима и оспособљавање чланства за конспиративну делатност. Секретар Обласног комитета СКОЈ-а за Хрватску и Славонију у време одржавања ове Конгеренције је био Вилим Хорвај.[2]

#### 27. јануар
- У Београду, приликом прославе Светог Саве на Београдском универзитету студенти извиждали министра просвете Светозара Прибићевића. Поред министра просвете, прослави је присуствовао краљ Александар и остали чланови владе.

| Јануар Фебруар Март Април Мај Јун Јул Август Септембар Октобар Новембар Децембар |

### Фебруар

#### 1. фебруар
- У Паризу (Француска), група југословенских студената-комуниста покренула лист-билтен „Ћелија“, који је био гласило југословенске комунистичке ћелије у Паризу. Овај лист покренут је без знања руководства КПЈ и СКОЈ, а међу онима који су га покренули су били Милан Винковић Волнер и Војислав Вујовић. Лист је имао за циљ да се бави питањима организације борбених партијских ћелија и информисањем југословенске радничке класе о важним догађајима у интернационалног значаја и до августа је изашло укупно шест бројева. Лист је у Краљевину СХС слат преко кондуктера воза „Оријент експреса“.[3]

#### 8. фебруар
- Парламентарни избори за Народну скупштину Краљевине СХС Одражни избори за Народну скупштину Краљевине Срба, Хрвата и Словенаца. На изборима је од 3.178.054 бирача гласало 2.437.597 тј 76,9%. Највећи број гласова на изборима освојила је Народна радикална странка — 142 мандата; резултат преосталих парламентарних старна био је следећи: Хрватска републиканска сељачка странка — 67 мандата, Југословенска демократска странка — 36 мандата, Независна демократска странка — 22 мандата, Словенска људска странка — 20 мандата, Југословенска муслиманска организација — 15 мандата и остале партије — 15 мандата. Илегална Комунистичка партија Југославије (КПЈ) је на изборима учествовала са својом листом „Радничко-сељачки блок“, која због јаког притиска режима није успела да оствари значајнији успех и уђе у парламент.[3]

#### 16. фебруар
- Од 16. до 18. фебруара одржана седница Централне управе Савеза комунистичке омладине Југославије (СКОЈ) на којој је одлучено да се изврши организациона измена СКОЈ-а — уместо територијалних организација формиране су партијске ћелије у фабричким организацијама и по улицама (рејонима). Све партијске ћелије биле су повезане са Месним и Окружним комитетима. На седници је такође тражено да се престане са фркацијским борбама у Комунистичкој партији Југославије, које су се преносиле и на СКОЈ.[3]

#### 17. фебруар
- У Београду полиција успела да открије илегалну партијску штампарију, која се налазила у Ђурићевој улици број 8 на Звездари. У овој илегалној штампарији штампан је лист „Комунист“, орган КП Југославије. Истог дана у Земуну је ухапшен Моша Пијаде, који је руководио радом штампарије и био уредник листа. Поред Моше, ухапшени су тада радник Коста Чипчић и његова жена Сида, који су били „легални“ станари у стану закупљеном за илегалну штампарију, као и апотекар Ђорђе Пашић (суђење им је одржано од 25. до 29. маја).[4]

#### 22. фебруар
- На иницијативу СКОЈ-а одржана Конференција Комунистичке спортске фракције на којој је тражено оснивање нових и повезивање постојећих радничких спортских друштава и повезивање у „Блок радничких спортских клубова“. Конференција је закључила да је и раднички спорт део револуционарне радничке борбе.[4]

| Јануар Фебруар Март Април Мај Јун Јул Август Септембар Октобар Новембар Децембар |

### Март

#### 18. март
- У селу Марковац, код Крижеваца металски радници Јосип Броз и Ђуро Шеговић, по налогу Окружног комитета КПЈ за Бјеловар, организују сахрану Јосипа Валенте Винцека (1888—1925), столарског радника, учесника Октобарске револуције и члана Окружног комитета. На сахрани је Броз одржао посмртни говор у коме је говорио против режима. На пријаву свештеника Фрање Ричког, полиција је овај погреб прогласила за „недозвољену политичку манифестацију“ и отпочела потрагу за организаторима. Крајем марта су најпре ухапсили Шеговића, а потом и Броза. Провели су осам дана у затвору у Бјеловару, потом су против њих поднете пријаве судским властима.[5]

#### 21. март
- У Москви (Совјетски Савез), од 21. марта до 6. априла, одржан Пети пленум Извршног комитета Комунистичке интернационале на коме је Коминтерана донела задатак да све комунистичке партије изврше бољшевизацију партија. На Пленуму је расправљано о ситуацији на Балкану, а секретар Коминтерне Дмитриј Мануиљски и члан Извршног комитета Коминтерне Георги Димитров истакли су да је свуда на Балкану доживљен пораз. Приликом оцене ситуацији на Балкану, Филип Филиповић је истакао „да криза расте, али да комунисти нису успели да придобију сељаке“. Такође, на Пленуму се расправљало о стању у КПЈ и ставовима неких функционера о националном питању. У овој расправи су учествовали Георги Димитров, Дмитри Манулински, Васил Коларов, Григориј Зиновјев и Јосиф Стаљин (Стаљин је 25. марта критиковао ставове Симе Марковића о националном питању и истакао да је национално питање у ствари сељачко питање и да се сељак угњетених народа мора покренути националним питањем). Пленум је донео „Резолуцију о југословенском питању“, у којој тражено да се политички делује на сељаке обесправљених нација, дао препору за одржавање партијског конгреса и именовао привремени ЦК КПЈ (чланови: Триша Кацлеровић, Лаза Стефановић, Ђуро Цвијић и Сима Миљуш).[4]

#### 22. март
- У Београду у Далматинској улици број 28 полиција упала у стан студента филозофије Владислава Миленковића и извршила претрес. Непосредно пре упада полиције Миленковић и Златко Шнајдер, обојица чланови Централне управе Савеза комунистичке омладине Југославије (СКОЈ), су покушали да спале партијску архиву која се налазила код њих (што су већим делом успели). Пошто је полиција осујетила ту њихову намеру, они су били ухапшени. Суђење им је одржано 16. децембра, али их је Првостепени суд у Београду, због недостатка доказа ослободио (ову пресуду је Касациони поништио па су 20. октобра 1926. били осуђени на по годину дана затвора).[4]

#### 27. март
- У Народној скупштини Краљевине СХС народни посланик са листе ХРСС Павле Радић одржао говор у коме је истакао да се Хрватска републиканска сељачка странка одриче републиканизма, признаје „Видовдански устав“ и династију Карађорђевић. Убрзо после овога ХРСС је променила назив у Хрватска сељачка странка (ХСС) и отпочела преговоре са Народном радикалном странком око формирања нове Владе (Влада је формирана 18. јула, а истог дана је краљ Александар аболирао лидера ХСС-а Стјепан Радић и друге истакнуте функционере).

| Јануар Фебруар Март Април Мај Јун Јул Август Септембар Октобар Новембар Децембар |

### Април

#### 15. април
- У Београду одржан Конгрес Савеза радника металне индустије и обрта Југославије (СРМИОЈ), на коме је присуствовало 37 делегата, који су представљали 24 активна пододбора са преко 2.700 чланова. На Конгресу је усвојено неколико Резолуција, од којих је најважнија о постављању организација СРМИОЈ на индустријске принципе.[4]

#### 29. април
- Грб Краљевине Срба, Хрвата и Словенаца Формирана нова Влада Краљевине СХС на чијем је челу био Никола Пашић, председник Народне радикалне странке (ова Влада, формирана после избора је била идентична претходној Влади. Постојала је само до 18. јула 1925. када је постигнут договор са ХСС-ом и формирана нова Влада, на чијем је челу такође био Никола Пашић).

### Мај

#### 1. мај
- Широм Југославије прослављен 1. мај — Празник рада. У Београду, Нишу, Ваљеву, Чачку, Шапцу, Смедереву, Крагујевцу, Новом Саду, Сарајеву, Скопљу и другим местима, Празник рада по први пут, после 1920. године и расцепа међу синдикатима, прослављен у заједничкој организацији Централног радничког синдикалног одбора Југославије (био под утицајем комуниста), Главног радничког савеза Југославије (био под утицајем социјалиста) и Савеза графичких радника Југославије (нису припадали ниједном синдикату). У току ових прослава одржавани су раднички зборови, вршена је обустава рада и одржан велик број приредби. У Београду је прослава одржана испред зграде новог Радничког дома. Прославу је отворио Лука Павићевић, а на њој су говорили Лаза Стефановић, уме ЦРСОЈ, Драгомир Марјановић, у име СГРЈ и Живко Топаловић, у име ГРСЈ. У Загребу, је током прославе Празника рада, на Зрињевцу дошло до сукоба око 150 радника и полиције. У овом сукобу је један радник тешко, а неколико лакше повређено, док је више лица ухапшено. Прослава Празника рада ове године је била забрањена једино у Крушевцу.[4]

#### 25. мај
- У Београду, од 25. до 29. маја, пред Првостепеним судом вођен процес против Моше Пијаде и још петоро лица, који су били оптужени за дело „подстицања маса против државе и на рушење постојећег поретка насиљем и терором“, као и за издавање илегалног листа „Комунист“. Моша Пијаде је тада као првооптужени осуђен на 20 година затвора, а остали оптужени — Коста Чипичић, Ђорђе Пашић и Михаило Животић на по десет година, Илија Вуковић на шест и Сида Чипчић на две године затвора. Оптужене су на суђењу бранили адвокати — Светолик Гребенац, Рајко Јовановић, Угљеша Јовановић и Чедомир Плећевић. Сви осуђени су се жалили Апелационом суду, који је 29. септембра донео одлуку о смањењу казни — Моши Пијади је тада казна смањена на 12 година (током боравка у затвору, због учешћа у штрајку политичких затвореника, 21. јуна 1934. године је био осуђен на још две године), а Кости Чипчићу на шест година. Остали осуђени су били ослобођени и пуштени на слободу.

| Јануар Фебруар Март Април Мај Јун Јул Август Септембар Октобар Новембар Децембар |

### Јун

#### у току јуна
- У Загребу изашла брошура „Стјепан Радић и Република“ у којој је Аугуст Цесареца дао марксистичку анализу политичког деловања Стјепана Радића, лидера Хрватске сељачке странке (ХСС). У брошури су сакупљене Цесарчеве расправе о „феномену Радић“, које је објављивао током 1923. и 1924. године, у којима он анализом пориче Радићев компромис од марта 1925. године. Последња расправа, која је написана после постигнутог компромиса између Радића и власти, представља закључак брошуре.[6]

### Јул

#### 18. јул
- Грб Краљевине Срба, Хрвата и Словенаца Формирана нова Влада Краљевине СХС, коју су сачињавали представници Народне радикалне странке и Хрватске сељачке странке. Договор између ове две странке био је потписан 14. јула, када су договорили састав владе и њене задатке. Образовање ове владе је представљало велику политичку промену јер се ХСС, која је имала водећу подршку хрватских националних кругова, одрекла републиканизма и признала Устав. Председник владе је био Никола Пашић, председник Народне радикалне странке (ова Влада постојала је до 8. априла 1926. када је формирана нова Влада радикала Николе Узуновића).
- Поводом формирања нове Владе, краљ Александар аболирао лидера ХСС-а Стјепана Радића, као и друге истакнуте фукнционере ове странке — Влатка Мачека, Јосипа Предавеца и др, који су истог дана пуштени из затвора. Два дана касније, 20. јула Радића је ишао на аудијенцију код краља, који га је примио у резиденцији на Бледу, а 18. новембра је ушао у Владу као министар просвете.

#### 19. јул
- У Београду, у хотелу „Славија“ одржан раднички збор против увођења пореза на радничке наднице. На збору је донета и Резолуција. Током јула су слични зборови одржани у Лесковцу, Обреновцу, Нишу и Шапцу.[6]

### Август

#### 16. август
- У Београду, 16. и 17. августа, одржан проширени Пленум Централног радничког синдикалног одбора Југославије (ЦРСОЈ), коме су поред чланова Централне управе, учествовали и делегати свих синдикалних савеза, који су били учлањени у Независне синдикате. На Пленуму је расправљано о питању синдикалног уједињења са Главним радничким савезом Југославије (ГРСЈ), а реферате на ову тему су поднели Лаза Стефановић и Стојан Станковић. Око питања синдикалног уједињења је дошло сукоба јер су једни залагали за безусловно уједињење са ГРСЈ, док су се други залагали за уједињење синдиката на платформи коју је 8. априла предложио ЦРСОЈ. Приликом гласања 19 делегата је било за уједињење на платформи ЦРСОЈ, а њих 6 за безусловно уједињење. Такође на Пленуму је осуђено и деловање четворице чланова руководства - Стојана Станковића, Драгутина Буквића, Милана Гројића и Јанка Петаковића, који су залагали за безусловно уједињење са реформистичким синдикатом и распуштање ЦРСОЈ (они су у октобру пришли ГРСОЈ и формирали Уједињени раднички синдикални савез Југославије).[6]

#### 20. август
- У Загребу, у илегалној штампарији Централног комитета Савеза комунистичке омладине Југославије (СКОЈ) штампан лист „Млади бољшевик“ на словеначком језику (слч. Mlajši boljševiška). Овај лист (изашао само један број) уредили су Франце Клопчич и Јанко Мишић (убрзо потом, 5. септембра штампан је у Београду „Млади бољшевик“ на српскохрватском језику).[6]

| Јануар Фебруар Март Април Мај Јун Јул Август Септембар Октобар Новембар Децембар |

### Септембар

#### 5. септембар
- У Београду почео да излази лист „Млади бољшевик“, који је био илегално гласило Савеза комунистичке омладине Југославије (СКОЈ). Умножаван је на циклостилу, у илегалној штампарији, а уређивали су га Јанко Мишић, Мијо Орешки и др. Излазио је до 1934. године и укупно је изашло 35 бројева. Током 1927. године је имао дужи прекид у излажењу — од маја до новембра, а од 1928. је умножаван у Загребу, где се тада налазило седиште ЦК СКОЈ-а. Потом је од 1930. штампан у иностранству.[6]

#### 6. септембар
- У Београду одржан раднички протестни збор на коме је расправљано о питању синдикалног уједињења. На збору је донета Резолуција у којој се осуђују „разбијачи синдикалног јединства“. Претходно је Централни раднички синдикални одбор Југославије (ЦРСОЈ) позвао представнике Главног радничког савеза Југославије (ГРСЈ) на збор у Загребу, али се они нису одазвали.[6]

#### 21. септембар
- У Краљевици се Јосип Броз запослио у предузећу „Југословенска бродоградилишта“ (после Другог светског рата ово бродоградилиште, основано 1729. године, је названо „Титово бродоградилиште“, а после распада СФРЈ је преименовано у „Бродгорадилиште Краљевица“ и 2012. угашено), где је радио у радионици за поправку и израду делова за бродске моторе. Броз је у Краљевицу дошао, половином септембра, на препоруку чланова Покрајинског комитета КПЈ за Хрватску и Славонију. Током боравка је радио на оснивању партијске ћелије и синдикалне организације у бродоградилишту, а сарађивао је и са др Павлом Грегорићем. Као секретар партијске ћелије и секретар синдикалне подружнице Независних синдиката, септембра 1926. године је био организатор штрајка 135 радника на доку, због чега је био отпуштен 2. октобра. Убрзо потом је напустио Краљевицу и отишао у Загреб.[5]

#### крајем септембра
- У Загребу илегално објављена брошура пор камуфлираним називом „Пчеларство — пркатичне упуте о рационалном гајењу пчела“. Ова брошура је садржала „Резолуцију о југословенском питању“ и говоре представника Коминтерне у Југословенској комисији — Георги Димитрова, Дмитри Мануиљског, Николаја Скрипника, Јосифа Стаљина, Григорија Зиновјева и Симе Марковића, на Петом пленуму Извршног одбора Комунистичке интернационале, одржаном током марта и априла. Пошто су у овој брошури били критиковани ставови Симе Марковића о решавању националног питања у Југославији, почеле су се ширити гласине да је ова брошура фалсификат. Због тога је Политбиро ЦК КПЈ издао саопштење које је упутио свим партијским организацијама.[7]

| Јануар Фебруар Март Април Мај Јун Јул Август Септембар Октобар Новембар Децембар |

### Октобар

#### 4. октобар
- У Београду одржан ванредни Пленум Савеза радника шивачко-одевне индустрије и обрта Југославије, на коме је са функције савезног секретара смењен Стојан Станковић, а пред њега смењена су још четири члана Централне управе Савеза. Такође, они су поред смењивања и искључени из чланства Независних синдиката. До ових смена је дошло јер Станковић није прихватио одлуке донете на претходном пленуму Савеза, одржаном од 6. до 8. септембра. Он је покушавао да овај Савез издвоји из Централног радничког синдикалног одбора Југославије (ЦРСОЈ) и укључи га у новоформирани УРССЈ (основан 12. октобра). Такође на Пленуму је донета одлука да Савез остане у чланству ЦРСОЈ и да нешаље делегате на тзв Конгрес синдикалног уједињења, заказан за 10. октобар.[7]
- У Београду, у кафани „Петровград“ одржан о раднички скуп на коме је говорено о уједињењу синдикалног покрета и ставу Радничке коморе према том питању.[7]

#### 8. октобар
- Одлуком Радничке коморе за Србију, на челу са Луком Павићевићем све синдикалне организације Независних синдиката са територије београдске коморе су искуљчене из ове организације. Оне су искључене јер нису прихавтиле предлог Главног радничког савеза Југославије (ГРСЈ), да учествују на Конгресу синдикалног уједињења, заказаном за 10. октобар.[7]

#### 10. октобар
- У Београду, од 10. до 12. октобра, одржан тзв „Конгрес синдикалног уједињења“ на коме је створен Уједињени раднички синдикални савез Југославије (УРССЈ). Према првобитном плану на овом Конгресу је требало да дође до уједињења Централног радничког синдикалног одбора Југославије (ЦРСОЈ), које је било под утицајем комуниста и Главног радничког савеза Југославије (ГРСЈ), које је било под утицајем социјалиста (договори за уједињење су почелу у априлу, али су касније прекинути). Пошто су руководиоци ГРСЈ одбили скоро све предлоге ЦРСОЈ, они су одбили да се уједине. Тада је дошло до расцепа у ЦРСОЈ и део њеног руководства (тзв десничари) је пристао на уједињење (Драгутин Буквић, Стојан Станковић, Милан Гројић, Јанко Петаковић и др). Поред десничара из Независних синдиката, Конгресу су присуствовале и организације чиновника и железничара из Љубљане. Стога је УРССЈ у почетку био само продужетак рада ГРСЈ и наставио је његово чланство у Амстердамској синдикалној интернационали. Године 1929. увођењем „шестојануарске диктауре“, био је забрањен рад УРССЈ, али је касније поново обновљен. Половином тридесетих година УРССЈ је потпао под утицај комуниста и због тога био забрањен 24. децембра 1940. године.[7]

#### 11. октобар
- У Београду 11. и 12. октобра одржан проширени Пленум Централног радничког синдикалног одбора Југославије (ЦРСОЈ), коме су поред чланова Централне управе, учествовали и делегати синдикалних савеза и већих месних синдикалних већа. На Пленуму се расправљало о уједињењу синдиката и попуњавању места упражњених места у Извршном одбору. Овај пленум одржан је у исто време када и тзв „Конгрес синдикалног уједињења“ и имао је за циљ да заустави евентуално цепање синдикалних организација. На Пленуму је дошло до заједничког става комуниста, упркос тадашњим фракцијским борбама.[8]

#### 16. октобар
- У Београду пред Првостепеним судом одржано суђење Владиславу Миленковићу и Златку Шнајдеру, који су били ухапшени 22. марта и оптужени за ширење комунистичке пропаганде. Услед недостатка доказа, суд их је ослободио (ову пресуду је Касациони поништио па су на поновном суђењу 20. октобра 1926. обојица били осуђени на по годину дана затвора). Браниоци оптужених су били адвокати Угљеша и Рајко Јовановић.

| Јануар Фебруар Март Април Мај Јун Јул Август Септембар Октобар Новембар Децембар |

### Новембар

#### 8. новембар
- На Загребачком свеучилишту одржан протест студената и омладине против вандализма италијанских фашиста над Југословенима у Трсту и Јулијској крајини (ови нереди настали после атентата на Мусолинија, а 5. новембра су били велики немири у Трст, када је и демолирана редакција листа на словеналком језику „Јединство“). После скупа је одржана протестна шетња на којој су испред зграде конзулата Краљевине Италије спаљене две италијанске заставе. Полиција је тада ухапсила неколико студената због паљења заставе, али су истог дана пуштени кућама (на интервенцију из Београда, сутрадан су ови студенти поново ухапшени и потом осуђени на по 14 дана затвора).[8]

#### 11. новембар
- Студенти Загребачког свеучилишта ступили у петодневни генерални штрајк због хапшења студената и њиховог осуђивања. Оптужени студенти су тврдили да нису учествовали у паљењу заставе (само је један од оптужених учествовао у паљењу заставе и он се сам пријавио полицији).[8]
- Студенти Љубљанског универзитета ступили у петодневни штрај у знак солидарности са загребачким студентима.[8]

#### 12. новембар
- Студенти Универзитета у Београду, Скопљу и Суботици ступили и тродневни штрајк, у знак солидарности са загребачким студентима. Истог дана на Београдском универзитету је одржан студентски скуп на коме је осуђено дивљање италијанских фашиста у Трсту 5. новембра.[8]

#### у току новембра
- У Подгорици одржана Четврта покрајинска конференција КПЈ за Црну Гору, на којој су присуствовали делегати партијских организација из Подгорице, Никшића, Даниловграда, Грахова, Котора, Цетиња, Улциња, Ријеке Црнојевића и Колашина. На Конференцији је анализиран политичко стање у Црној Гори и дотадашњи рад Партије, као и задаци за наредни период. Усвојена је Резолуција и изабрани делегати за Трећи конгрес КПЈ (одржан маја 1926 у Бечу). Такође изабран је и нови Покрајински комитет, на чијем је челу био Никола Ковачевић (он је на овој функцији заменио Алексу Павићевића и остао је све до фебруара 1928, када је отишао у СССР).[9]

### Децембар

#### 4. децембар
- У Београду 4. и 5. децембра боравио Анри Барбис, познати француски књижевник и новинар. Као ратни извештач, током Балканских и Првог светског рата, неколико пута је боравио у Србији. Инспирисан тим искуствима написао је неколико књига, у којима је описао победе српске војске, а такође је написао и чувени антиратни роман „Огањ“. Касније се прикључио комунистима и био члан КП Француске. Током боравка у Београду, посетио је Централни раднички синдикални одбор Југославије (ЦРСОЈ), а у кафани „Петровград“ у његову част је приређена чајанка на којој га је у име југословенских комуниста поздравио др Сима Марковић.

#### 13. децембар
- На Београдском универзитету одржан студентски протестни збор против предлога ректора Павла Поповића да се избори за Потпорни фонд студената одрже без истицања партијских кандидатских листа и да се у вези са тим измене правила Потпорног фонда. Збору је присуствовао велики број студената и на њему је одбачен ректоров предлог.[9]

#### 19. децембар
- У Загребу одржана Обласна конференција Савеза комунистичке омладине Југославије (СКОЈ) за Хрватску и Славонију. Обласни секретаријат СКОЈ-а је тада био у сукобу са Покрајинским комитетом КПЈ за Хрватску и Славонију, па је и поред запажених резултата на активизацији скојевских организација током 1925. године, донео Резолуцију у којој је наглашен „распад“ и „тешка криза“ организација у целој области (у писму упућеном Обласном секретеријату, 5. маја 1936. године, ЦК СКОЈ-а је у целости одбацио ову Резолуцију, оценивши је као нетачну и срачунату).[9]

#### 26. децембар
- у Љубљани 26. и 27. децембра одржана Покрајинска струковна конференција (названа Тиволски конгрес уједињења) на којој је дошло до уједињења бивших Независних синдиката у Словенији и синдиката Струковне комисије, чиме је формиран јединствени Уједињени раднички синдикални савез Југославије (УРССЈ) за Словенију. Конференцији је присуствовало 89 делегата, а од истакнутих словеначких комуниста ово „уједињење“ су подржали Цирил Штукељ, Седеј и Макуц (они су после овог уједињења били искључени из КПЈ. Штукељ и Седеј су се тада прикључили Социјалистичкој партији, а Макуц се после неколико година поново вратио у КПЈ).[9]

#### у току децембра
- У Скопљу одржана Обласна конференција СКОЈ-а за Македонију, којој су присуствовали делгати из Скопља, Куманова, Прилепа, Велеса, Штипа и Тетова, као и представник ЦК СКОЈ-а Златко Шнајдер. На Конференцији је анализиран дотадашњи рад СКОЈ-а у Македионији, постављени нови задаци и донето неколико Резолуција. Као основни задаци СКОЈ-а у Македонији су постављени - рад у синдикатима, рад у културно-просветним и спортским организацијама и рад у национално-револуционарним организацијама. На Коференцији је изабран нов Обласни комитет у који су ушли: Секо Поп Стефанов, Степо Степановић, Бане Андреев, Мића Илић и Љуба Петровић Конзул.[9]

| Јануар Фебруар Март Април Мај Јун Јул Август Септембар Октобар Новембар Децембар |